# José Magdalena
José Magadalena Lafuente (Barcelona, 1889 - Barcelona 19 de julho de 1977) foi um ciclista espanhol que foi profissional entre 1909 e 1917. Durante a sua carreira profissional conseguiu dois Campeonatos da Espanha e uma Volta à Catalunha.

## Palmarés
1910
- Campeonato da Espanha em Estrada

1912
- Campeonato da Espanha em Estrada
- Volta à Catalunha, mais 3 etapas

1914
- 3.º no Campeonato da Espanha em Estrada

1915
- 3.º no Campeonato da Espanha em Estrada

1916
- 3.º no Campeonato da Espanha em Estrada